# Georg von Wedekind (Politiker)
Georg Ferdinand Rudolf Freiherr von Wedekind (* 17. September 1825 in Darmstadt; † 1. Oktober 1899 ebenda) war ein hessischer Politiker und ehemaliger Abgeordneter der 2. Kammer der Landstände des Großherzogtums Hessen (Deutsche Fortschrittspartei, NLP) und des Reichstags.

## Familie
Georg von Wedekind war der Sohn des Forstmanns Georg Wilhelm Freiherr von Wedekind und seiner Frau Wilhelmina Margarethe, geborene (von) Schubert. Sein Großvater war der Arzt und Revolutionär Georg von Wedekind, sein Bruder der Landtagsabgeordnete Wilhelm von Wedekind. Er heiratete am 18. Juni 1849 in Darmstadt seine Frau Henriette Magdalena, geborene Merck, Tochter des Apothekers und Gründers des Pharma-Unternehmens Merck, Emanuel Merck. Georg von Wedekind war evangelisch.

## Ausbildung und Beruf
Georg von Wedekind studierte an der Universität Gießen Rechtswissenschaften und schloss das Studium 1846 mit der Promotion zum Dr. jur. ab. Er arbeitete als Jurist, wurde 1854 Hofgerichtsadvokat in Darmstadt und 1879 pensioniert. Durch einen Volltreffer im Lotto war er frühzeitig finanziell unabhängig geworden.

## Politik
Georg von Wedekind war 1862 bis 1866 für den Wahlbezirk Starkenburg 7/Höchst Mitglied des Landtags. 1870 rückte er für den ausgeschiedenen Abgeordneten Rudolph von Stockhausen als Vertreter der Wahlbezirks der Stadt Friedberg erneut in den Landtag nach und schied 1872 aus dem Landtag aus. Als Nachrücker für Philipp August Gebhard und diesmal den Wahlbezirk Rheinhessen 9/Ober-Ingelheim war er 1874 bis 1878 ein drittes Mal Abgeordneter im Landtag.
1871 bis 1874 war er Mitglied des Reichstages. Er vertrat den Wahlkreis Großherzogtum Hessen 2 (Friedberg) und gehörte im Reichstag der nationalliberalen Fraktion an.